# Dominic Lewis

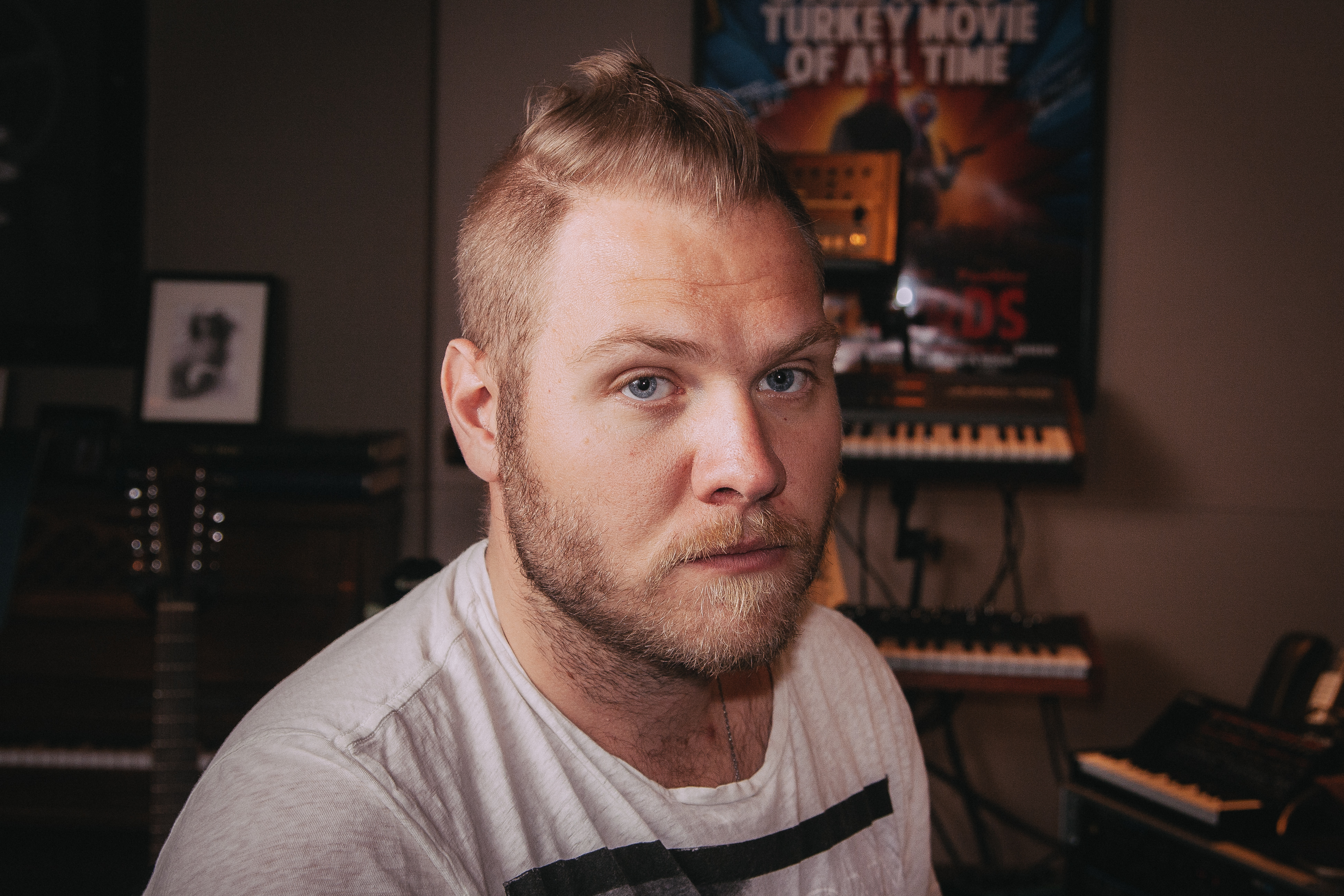
Dominic Lewis (2016)

Dominic Alexander Charles Lewis (* 29. Januar 1985 in London) ist ein britischer Filmkomponist. 

## Leben und Karriere
Dominic Lewis wurde 1985 in London als Sohn einer Sängerin und des Cellisten Anthony Lewis geboren. Er hat eine ältere Schwester. Bereits im Alter von drei Jahren erlernte er mittels der Suzuki-Methode selbst das Cellospielen und begleitete seine Mutter des Öfteren im Chor. Dieses Interessengebiet führte dazu, dass Lewis in seiner Kindheit für den Fernsehkomponisten Paul Pritchard mehrfach als Chorsänger an Werbespots mitwirkte. Zeitgleich begann er mit dem Spielen von Gitarre und Klavier, was ein zusätzliches Interesse für Popmusik erweckte. Pritchard stellte schließlich den Kontakt zu Rupert Gregson-Williams her, der Lewis im Alter von 15 Jahren das Komponieren beibrachte.
Nach seinem Schulabschluss wollte Lewis zunächst Media Composition an der Royal Academy of Music studieren. Da der Studiengang jedoch nicht mehr angeboten wurde, entschied er sich stattdessen für ein Studium in zeitgenössischer klassischer Komposition. An der Universität wurde er von Musikern wie Peter Maxwell Davies, Craig Armstrong und David Arnold betreut, bei denen er viele seiner später genutzten Kompositionstechniken erlernet. Sein Mentor Rupert Gregson-Williams ermöglichte Lewis zeitgleich, zusätzliche Musik zu Werken wie Bee Movie – Das Honigkomplott (2007), Bedtime Stories (2008) und The Prisoner – Der Gefangene (2009) beizusteuern. Mit 22 Jahren co-komponierte er schließlich die Filmmusik zu seinem ersten Spielfilm The Poet, ehe er die beiden klassischen Musikalben Camilly Kerslake und The Priests veröffentlichte.
Im Jahr 2009 zog Lewis nach Los Angeles, wo er Teil von Remote Control Productions wurde. Über die Denkfabrik arbeitete er gemeinsam mit John Powell an der Filmmusik zu Drachenzähmen leicht gemacht (2010), ehe weitere Kollaborationen mit Komponisten wie Hans Zimmer oder Ramin Djawadi folgten. Lewis fokussierte sich dabei zu Beginn verstärkt auf Animationsfilme und erhielt so für seine Arbeit an Free Birds – Esst uns an einem anderen Tag (2013) eine Annie-Award-Nominierung. Ebenso wurde er im Folgejahr bei den World Soundtrack Awards für seine Filmmusik zu Spooks – Verräter in den eigenen Reihen (2015) als „Entdeckung des Jahres“ nominiert. Diese Ehrungen verschafften Lewis eine erhöhte Aufmerksamkeit und ermöglichten ihm zunehmend, als Komponist bei großen Hollywood-Produktionen tätig zu sein.
So schrieb er in den späten 2010er Jahren gemeinsam mit Henry Jackman die Filmmusik zur Science-Fiction-Fernsehserie The Man in the High Castle, während er für Filme wie Money Monster (2016), Girls’ Night Out (2017), Peter Hase oder Gänsehaut 2 – Gruseliges Halloween (beide 2018) als Komponist tätig war. Mit Arbeiten an Werken wie The King’s Man: The Beginning, Bullet Train, Spirited  oder Violent Night gelang Lewis Anfang der 2020er Jahre schließlich auch der Durchbruch im Blockbusterkino. Für Peter Hase wurde er 2018 für den AACTA Award für die beste Filmmusik nominiert. Zu seinen musikalischen Einflüssen zählt er neben klassischen Komponisten wie Richard Strauss, Claude Debussy oder Maurice Ravel auch modernere Vertreter wie die Beatles, die Beach Boys, Eric Clapton oder Jimi Hendrix.
Lewis ist verheiratet und Vater mehrerer Kinder.

## Filmografie (Auswahl)
- 2011: Drachen – Ein Geschenk von Nachtschatten (Dragons: Gift of the Night Fury)
- 2013: Free Birds – Esst uns an einem anderen Tag (Free Birds)
- 2015: DUFF – Hast du keine, bist du eine (The Duff)
- 2015: The Player (Fernsehserie, 4 Folgen)
- 2015: Jagdfieber 4: Ungebetene Besucher (Open Season: Scared Silly)
- 2015: Spooks – Verräter in den eigenen Reihen (Spooks: The Greater Good)
- 2015–2019: The Man in the High Castle (Fernsehserie, 39 Folgen)
- 2016: Money Monster
- 2017: Fist Fight
- 2017: Girls’ Night Out (Rough Night)
- 2017–2021: DuckTales (Fernsehserie, 69 Folgen)
- 2018: Peter Hase (Peter Rabbit)
- 2018: Tricks Trick-Nacht! (Dewey Dew-Night!, Miniserie)
- 2018: Gänsehaut 2 – Gruseliges Halloween (Goosebumps 2: Haunted Halloween)
- 2020: Der Spion von nebenan (My Spy)
- 2021: Peter Hase 2 – Ein Hase macht sich vom Acker (Peter Rabbit 2: The Runaway)
- 2021: Jolt
- 2021: The King’s Man: The Beginning (The King’s Man)
- 2021–2024: Monster bei der Arbeit (Monsters at Work, Fernsehserie, 20 Folgen)
- 2022: Bullet Train
- 2022: Spirited
- 2022: Violent Night
- 2023: Kaleidoskop (Kaleidoscope, Miniserie, 8 Folgen)
- 2023–2024: My Adventures with Superman (Fernsehserie, 13 Folgen)
- 2024: Lift
- 2024: The Fall Guy
- 2025: Love Hurts – Liebe tut weh (Love Hurts)
- 2025: Dope Thief (Fernsehserie, 8 Folgen)
- 2025: Karate Kid: Legends
- 2025: Your Friends & Neighbors (Fernsehserie, 8 Folgen)
- 2025: Nobody 2